# حياة نباتية في تونس
الحياة النباتية في تونس تتكون من تنوع كبير في النباتات ذات النوع المتوسطي.

## الأنواع المستوطنة
بالرغم من أن التوطن في تونس هو أقل من نظيره في الجزائر والمغرب بسبب مساحتها الصغيرة، إلا أنها تستقبل 26 نوعا و13 نويعا.

## الأنواع المدخلة
يمكن التمييز بين النباتات القديمة (مدخلة قبل سنة 1500) والنباتات المدخلة الجديدة (مدخلة بعد سنة 1500). هذا التمييز يجعل من الممكن التفريق بين النباتات المدخلة القديمة، في كثير من الأحيان ذات أصول جغرافية قريبة، والنباتات الجديدة، والتي عرفت بعد اكتشاف القارة الأمريكية وتكثيف التبادلات الدولية. الأنواع الشائعة جدا في منطقة حوض البحر الأبيض المتوسط، مثل صبير التين الهندي (Opuntia ficus-indica) أو أغاف أمريكي (Agave americana) يرجع أصلها في الواقع لوسط أمريكا.

## بالترتيب المنهجي

### سحلبية
عائلة السحلبية تتكون من 50 نوعا ونويعا. نجد نباتات السحلبية ذات النوع المتوسطي مع هيمنة لجنس أوفريس.

توجد عدة أنواع معروفة و/أو مهددة، يفترض أن ثلاثة منها انقرضت من الأراضي التونسية. سيرابياس نوريكا وأناكامبتيس بيراميداليس غير موجودان في تونس سوى في أرخبيل جالطة.

القائمة الشاملة للأنواع في تونس قدمت من قبل رولاند مارتن، مع المرادفات الأكثر شيوعا:
معتليات الشجر
- سيفالانثيرا لونجيفوليا
- بلاتانثيرا بيفوليا
- نيوتيا نيدوس أفيس
- ليمودوروم أبورتيفوم

سحلباوات
- أورشيديناي

- - جيناريا ديفيلا
  - هيمانتوغلوسوم هيرسينوم
  - هيمانتوغلوسوم روبيرتيانوم
  - نيوتينا ماكولاتا
  - سحلب مفتوح
  - أورشيس بوسيفلورا
  - سحلب بشري
  - سحلب إيطالي
  - أورشيس لايتا
  - سحلب سيمي
  - أناكامبتيس كولينا
  - أناكامبتيس كوريوفورا نويع فراغرانس
  - أناكامبتيس موريو
  - أناكامبتيس بالوستريس (منقرضة)
  - أناكامبتيس بابيليوناسيا
  - أناكامبتيس بيراميداليس
  - داكتيلورهيزا مونبيانا
  - سيرابياس كورديجيرا (منقرضة)
  - سيرابياس لينغوا نويع لينغوا
  - سيرابياس لينغوا نويع ستينوبيتالا
  - سيرابياس نوريكا
  - سيرابياس بارفيفلورا
  - سيرابياس ستريكتيفلورا
  - أوفريس نحلي
  - أوفريس أسبيا
  - أوفريس بومبيليفورا
  - أوفريس فونيريا
  - أوفريس مارموراتا نويع سيزيالا (مرادف أوفريس أفريكانا، أوفريس غزالة)
  - أوفريس باتانديري
  - أوفريس سبيكولوم
  - أوفريس كاربيتانا
  - أوفريس أطلسي
  - أوفريس ميغوتيانا
  - أوفريس بسيودوميغوتيانا
  - أوفريس أوميغيفيرا نويع هاييكي (مرادف أوفريس ميرابيليس)
  - أوفريس نوميدا
  - أوفريس تنثردينيفيرا نويع فيكلهوانا
  - أوفريس تنثردينيفيرا نويع تنثردينيفيرا
  - أوفريس إريكولور نويع إريكولور
  - أوفريس إريكولور نويع ميساريتيكا
  - أوفريس إريكولور نويع فالسيانا
  - أوفريس أصفر نويع لوتيا
  - أوفريس سكولوباكس نويع أبيفورميس (أوفريس سفجيفيرا)
  - أوفريس سكولوباكس نويع سكولوباكس

- لولوبينة
  - لولوبة صيفية (منقرضة)
  - لولوبة حلزونية

## بالنوع البيولوجي
فانيروفايت (Phanérophyte)

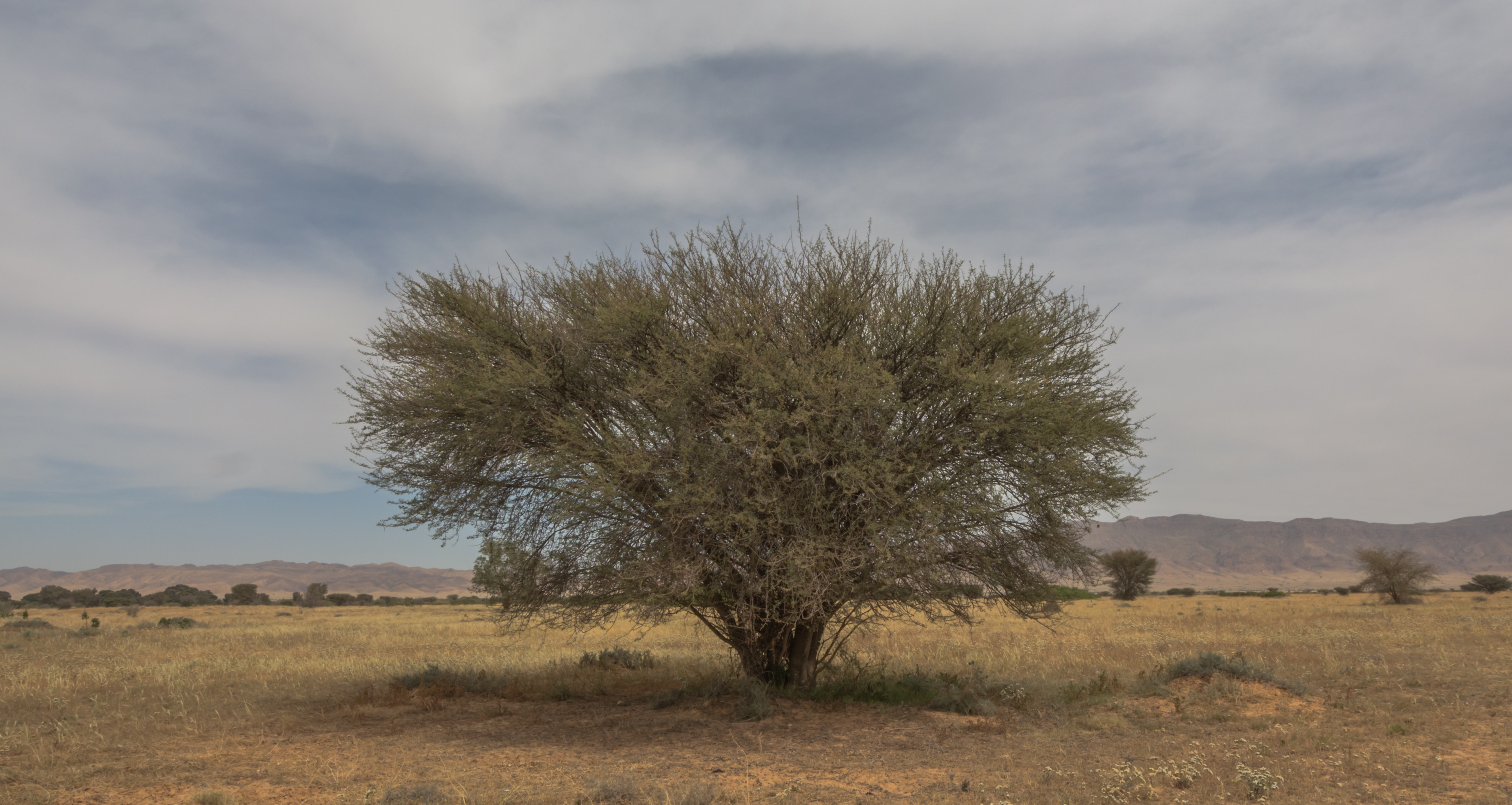
سنط ملتوي نويع راديانا في الحديقة الوطنية جبل بوهدمة.

أشجار تونس هي عادة ذات طابع متوسطي. الأشجار الأصلية هي:
- صنوبر حلبي
- صنوبر بحري
- سندروس رباعي المصاريع
- سرو المتوسط
- عرعر شربيني
- عشار باسق
- بلوط الأفراس
- سنديان قرمزي
- سنديان فليني
- سنديان أخضر
- سنديان كناري
- حور أسود
- حور أبيض
- أثل إفريقي
- أثل عديم الأوراق
- زيتون
- مران رفيع الأوراق
- بطم أطلسي
- بطم تربنتيني
- بطم عدسي
- سنط ملتوي نويع راديانا، وهي الوحيدة من نوع السنط الأصلية في تونس، هذا نوع ما قبل الصحراء هو نادر ولكنه محمي في الحديقة الوطنية جبل بوهدمة.
- خروب
- كرز حلو
- خوخ شوكي

نخلة التمر أدخلت منذ التاريخ القديم، نفس الشيء بالنسبة للدفلى وأغلب أنواع سرو المتوسط.

## مقالات ذات صلة
- قائمة النباتات المستوطنة من تونس